# Bank of America Plaza (Даллас)
Bank of America Plaza (произносится Бэнк оф Аме́рика Пла́за) — офисный небоскрёб, расположенный по адресу: 901 Мэйн-стрит, Даллас, штат Техас, США. Высота — 281 метр, 72 этажа. Занимает 1-ю строчку в списке самых высоких зданий города, 3-ю строчку в списке самых высоких зданий штата и является 27-м по высоте зданием в США (по состоянию на 2015 год).

## Описание
Ночная подсветка здания выполнена в виде разноцветных газоразрядных ламп, протянутых по граням и углам небоскрёба, общая длина труб подсветки составляет более 3000 метров. Bank of America Plaza стало одним из первых зданий в мире, получивших «Энергетическую звезду».

До апреля 2013 года у главного входа в здание располагалась скульптура Александра Либермана «Авантюра». Она представляла собой двенадцать стальных труб, переплетённых между собой и выкрашенных в красный цвет; высота композиции была 11,6 метров. Новый владелец здания убрал скульптуру, чтобы освободить привилегированные парковочные места у самого входа, и передал её в дар городу.

Три верхних этажа здания являются радио- и телекоммуникационным центром.

Главный арендатор здания, как явствует из названия, — Банк Америки.
Основные параметры
- Строительство — с начала 1983 по сентябрь 1985 года[1]
- Высота — 280,7 метров; 4 метра (от пола до пола), 3,85 метров (от пола до потолка)
- Этажность — 72 этажа + 2 технических
- Площадь помещений — 171 312 м²
- Владелец — Dallas Main LP
- Архитектор — JPJ Architects и HLM Design
- Главный инженер — Брокетт Дэвис Дрейк и LeMessurier Consultants[англ.]
- Главный подрядчик — Bramalea LTD of Toronto
- Стоимость строительства — 146 млн долларов

## История
На волне строительного бума в США 1980-х годов предполагалось, что рядом с 70-этажным Bank of America Plaza появится «близнец» и ещё два здания меньших размеров (гостиница на 600 номеров и гаражный комплекс), которые образуют законченный архитектурный комплекс, но этим планам не суждено было сбыться, было построено лишь одно здание. Кроме того, крышу этого небоскрёба должна была венчать ступенчатая пирамида, от которой также в итоге отказались. На месте трёх не построенных зданий позднее были организованы открытая парковка и парк Бело-Гарден площадью 6100 м².

Строительство небоскрёба началось в 1983 году и было окончено два года спустя. Ещё в процессе строительства здание сменило два названия: Dallas Main Center и Interfirst Bank Plaza. Спустя год после открытия, в 1986 году, оно получило третье название: First Republic Bank Plaza. Однако уже в 1988 году «Первый республиканский банк» был продан «Национальному банку Северной Каролины», и поэтому у небоскрёба появилось новое имя: NCNB Plaza. В 1991 году название здания вновь поменялось: оно стало NationsBank Plaza, и наконец в 1998 году небоскрёб получил нынешнее имя Bank of America Plaza.
Уже спустя несколько месяцев после открытия небоскрёба, его зелёная аргоновая подсветка вышла из строя. Это было связано с инженерными просчётами: здание обдувается постоянными сильными разнонаправленными ветрами, трубки были недостаточно плотно закреплены и от постоянной сильной вибрации подсветка быстро сломалась. Владелец решил не тратить деньги на восстановление внешнего освещения. Однако одна из юных жительниц Далласа, очень расстроенная отключением этой подсветки, начала сбор средств на её восстановление, первой пожертвовав один доллар. В итоге общественное мнение и собранная сумма убедили владельца установить систему ночной подсветки заново. С мая по декабрь 2013 года система внешней подсветки была модернизирована: теперь в тёмное время суток здание светится не только зелёным, но и другими цветами.
В 11-м сезоне (1987—1988) телесериала «Даллас» Bank of America Plaza представлено как небоскрёб, в котором расположена компания JRE Industries — место работы некоторых главных героев этой мыльной оперы.